# مسماة طبية
المسامي الطبية (بالإنجليزية: Medical eponyms)‏ مصطلح يستخدم في الطب ويقصد به الأشخاص أو الأماكن أو الأشياء التي تسمى بها الأمراض أو أجزاء الجسم أو الاكتشافات الحديثة، وللمسامي الطبية دور في الحفاظ على تاريخ الطب.
إدناه عدة قوائم حول المسامي الطبية:
- قائمة أمراض سميت نسبة لأشخاص [الإنجليزية]
- قائمة كسور سميت نسبة لأشخاص [الإنجليزية]
- قائمة علامات الطبية سميت نسبة لأشخاص [الإنجليزية]
- قائمة عمليات الجراحية سميت نسبة لأشخاص [الإنجليزية]
- قائمة أجزاء تشريحية بشرية سميت نسبة لأشخاص
- قائمة أجهزة طبية سميت نسبة لأشخاص [الإنجليزية]
- قائمة علاجات طبية سميت نسبة لأشخاص [الإنجليزية]
- قائمة المسامي الطبية التي لها ارتباط بالنازية [الإنجليزية]